# Kidsgrove
Kidsgrove es una parroquia civil y una villa del distrito de Newcastle-under-Lyme, en el condado de Staffordshire (Inglaterra).

## Geografía
Según la Oficina Nacional de Estadística británica, Kidsgrove tiene una superficie de 17,44 km².

## Demografía
Según el censo de 2001, Kidsgrove tenía 24 112 habitantes (49,39% varones, 50,61% mujeres) y una densidad de población de 1382,57 hab/km². El 19,7% eran menores de 16 años, el 74,13% tenían entre 16 y 74, y el 6,18% eran mayores de 74. La media de edad era de 39,07 años. Del total de habitantes con 16 o más años, el 25,19% estaban solteros, el 58,82% casados, y el 15,99% divorciados o viudos.
El 98,47% de los habitantes eran originarios del Reino Unido. El resto de países europeos englobaban al 0,7% de la población, mientras que el 0,83% había nacido en cualquier otro lugar. Según su grupo étnico, el 99,19% eran blancos, el 0,33% mestizos, el 0,17% asiáticos, el 0,1% negros, el 0,16% chinos, y el 0,04% de cualquier otro. El cristianismo era profesado por el 79,86%, el budismo por el 0,04%, el hinduismo por el 0,02%, el judaísmo por el 0,04%, el islam por el 0,13%, el sijismo por el 0,04%, y cualquier otra religión por el 0,13%. El 12,23% no eran religiosos y el 7,51% no marcaron ninguna opción en el censo.
Había 9859 hogares con residentes, 183 vacíos, y 4 eran alojamientos vacacionales o segundas residencias.